# Сулейман-хан Каррані
Сулейман-хан (перс. سليمان خان کرانی, бенг. সুলায়মান খান কররানী; д/н — 11 жовтня 1572) — султан Бенгалії у 1566—1572 роках. Відновив потугу держави, зумівши розширити володіння на південь та схід.

## Життєпис
Походив з династії Каррані. Про молоді роки обмаль відомостей. Разом з братами Тадж-ханом, Імадом і Ходжа-Ільясом боровся проти султана Мухаммад Аділь Шаха, але в битві на річці Ганг 1555 року брати зазнали ніщивної поразки й втекли до Бенгалії. Згодом разом з Тадж-ханом боровся проти бенгальських султанів, що завершилося поваленням династі Сурі й встановленням династії Каррані у 1564 році. 1566 року після смерті брата — султана Тадж-хана посів трон.
Переніс столицю до міста Танда. Намагаючись зберегти мир на заході, номінально визнав зверхність могольського падишаха Акбара. Він не став карбувати власну монету під час свого правління, що було б рівнозначно визнанню зверхності Великих Моголів та наказав в хутбі згадувати ім'я Акбара.
У 1568 році відправив військо на чолі із сином Баязид-ханом і Калапахаром проти Мукундидеви (з династії Бхой), гаджапаті Орісси. Останньому було завдано ніщивної поразки. Калапахад захопив священне місто Пурі, де розграбував храм Джаганнатха. Султан розділив колишню державу Гаджапаті на 2 частини, валі (намісниками) яких призначив Ісмаїл-хана Лоді й Кутлу-хана Лохані. Рамачандрадева I, гаджапаті Уткали, визнав зверхність Бенгалії.
1569 року відправив військо під орудою Калапахаром проти Нара Нараяна (з династії Куч), магарджи Камати, якому в битві біля міста Тейпур завдав поразки, захопивши в полон брата Шукладхваджу. В результаті Нараян визнав зверхність султана. За цим було переможено Удай Манік'ю I, магарджу Твіпри (східніше Камату) і захоплено порт Читтагонг, змусивши війська Мінсекк'ї, володаря М'яу-У.
Помер Сулейман-шах 1572 року. Йому спадкував син Баязид-хан.